# قطعنامه ۱۶۰۰ شورای امنیت
قطعنامه ۱۶۰۰ شورای امنیت سازمان ملل متحد که در تاریخ ۰۴ مه ۲۰۰۵ تصویب شد، سندی بین‌المللی دربارهٔ بررسی وضعیت در ساحل عاج است. این قطعنامه طی نشست ۵۱۷۳ام با ۱۵ رای موافق، ۰ مخالف و ۰ ممتنع تصویب شد.